# 渤大侏羅草
渤大侏罗草（学名：Juraherba bodae）是一类已灭绝的早期水生草本被子植物，分布在相当于今日中国辽西地区的区域。其化石有遭到昆虫破坏和产下寄生卵的痕迹。